# Várak építészete
A vár életteret, védelmet jelentett és egyidejűleg tanúsította a vár urának hatalmát. Az építészet sokat változott az idők folyamán. A vár építéseinél figyelembe kellett venni a védelem és a támadás újabb és újabb vívmányait. Habár a várak közel hasonlóan néztek is ki, mindegyik egyedülálló volt.

## Építészettörténet

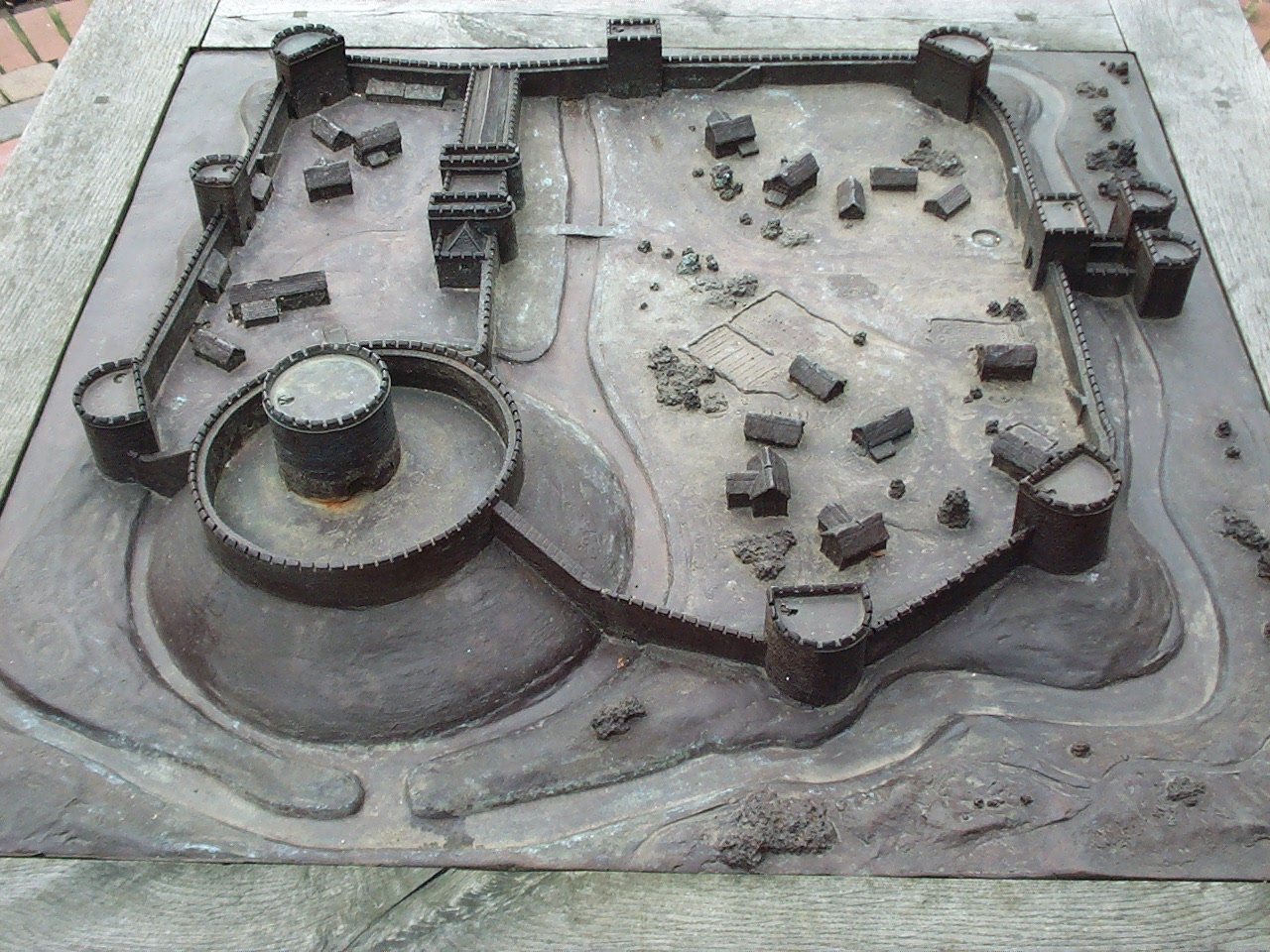
Az egykori Bedford várának (10. század) makettje

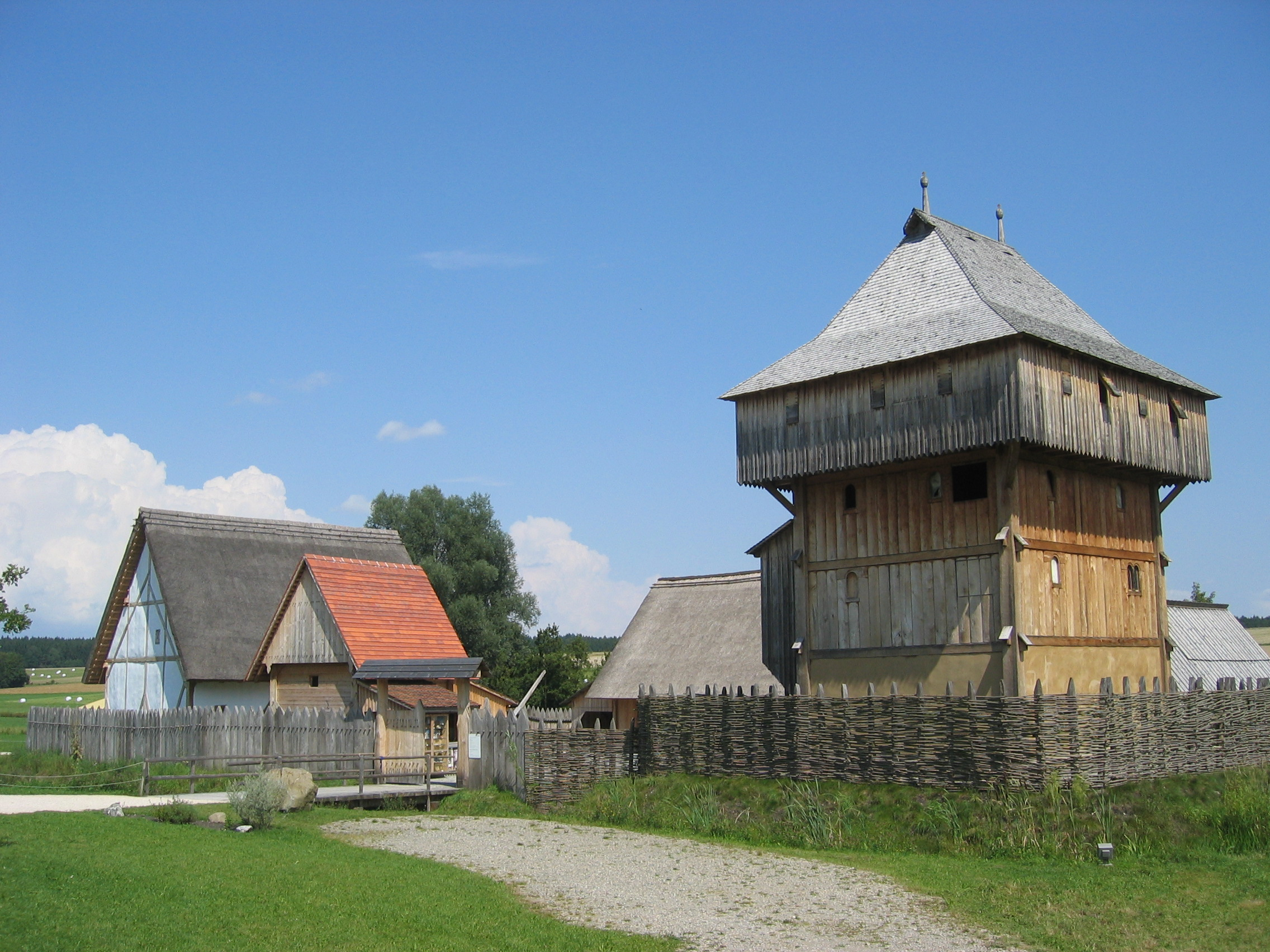
Rekonstruált favár a 13. századból. (Kanzach, Németország)

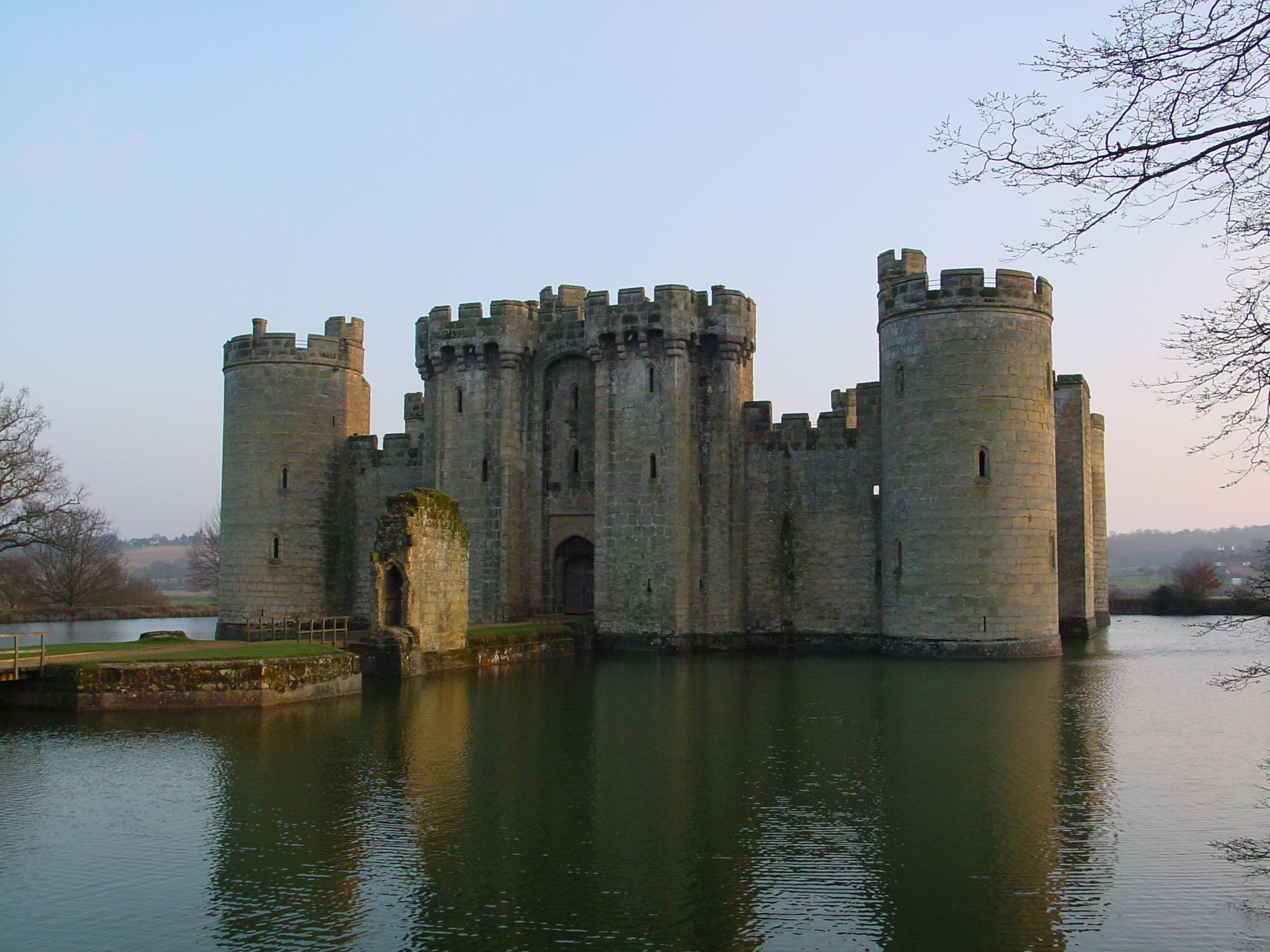
Kővár a 14. századból (Bodiam Castle, Sussex, Anglia)

A várak kezdetleges formái a földvárak.
Az első várak a 9-10. században épültek, főleg földből és fából és vizesárokkal voltak körülvéve. Ezeket a várakat a fosztogató népek elleni védekezés szükségessége hívta életre. A vizes árkon egy felvonóhíd vezetett át. A vár két fő részre osztható: a várudvarra és a mottéra. A várudvarban laktak az emberek és az állatok, itt tárolták az élelmiszereket. A motte lényegében egy (mesterséges) dombra épített torony volt. A toronyhoz fa rámpa vezetett; ezt is cölöpökkel vették körül.
A 10. században a földesurak kővárakat kezdtek építeni. A kőtorony katonailag és a mindennapi élet szempontjából is a vár központjává vált. A 11. századig csak kevés torony épült, mert a tervezéshez és az építéshez építőmesterre, időre és sok pénzre volt szükség.
A 13. század közepétől a várakat még egy, a belső falnál alacsonyabb kőfallal vették körül. Ez lehetővé tette, hogy a lövészek két sorban helyezkedjenek el kétszer annyi vyilat lőhessenek a támadókra. Ha azoknak sikerült is áttörniük az első falon, még mindig ott volt a második.

## Élettér
A tornyokat (Németországban) eleinte nem lakták, kizárólag védelmi szerepük volt a támadások idején. Csak a 8. században vált a torony a várurak és családjuk lakóhelyévé. A várfalon belül található kápolna, szolgálók és udvari kézművesek szállásai, egy kút, fegyverkovácsműhely, pince, konyha stb.
Bútor eléggé kevés volt: ládák, székek és hatalmas ágyak, ahol napközben időzött az ember. A termeket túlméretezett kandallókkal, szenes - tálakkal fűtötték és fáklyákkal, gyertyákkal vagy olajlámpákkal világították meg. Közel a kandallóhoz ült a vár ura egy pódiumon álló asztalánál. A falakat freskók díszítették. A padlót télire szalmával borították be. Abban az időben ez volt az egyetlen hőszigetelési módszer.

## A felvonóhíd
A felvonóhíd volt a vár „kulcsa”. A hidat láncok segítségével lehetett leereszteni, vagy felhúzni. Nappal a hidat leengedték, ezzel bebocsátást engedtek a parasztok, kereskedők számára. Éjjel vagy egy támadáskor a hidat felhúzták, így nem lehetett bejutni a várba. A támadók dolgát még megnehezíthette az esetleges várárok, ami abban az időben igen „nagy divat” volt a várurak körében.

## Forma és építés
Minden támadás után megtárgyalásra került, mit lehetne javítani, esetleg tovább fejleszteni. Így született a régi, négyszögletes toronyból, hatszögletű és kerek vártorony (itáliai építészek nyomán). Ezek már jóval masszívabbak voltak mint négyszögletű elődjük, és ezzel meggátolták, hogy egy esetleges aláásás alkalmával beomoljon. A tornyokon lévő kilátók jó rálátást biztosítottak a környékre, így hamar észlelni tudták a veszélyt. A tüzeket boltozatos termekkel igyekeztek megakadályozni. A váron belül hatalmas kőfolyosók hálózata biztosította a szabad mozgásteret. A 12. század végétől az íjászok lőréseken keresztül tüzelhettek az ellenségre. Amikor a 14. században ágyúkat is kezdtek alkalmazni a háborúkban (megjelent a tüzérség), változott a háborús taktika és a várak egyre jelentéktelenebbek lettek a háborúk terén. Ezért a vastag védőfalakat lerombolták, kidíszítették, a kicsi ablakokat megnagyobbították, hogy több fény jusson be. Később a reneszánsz kor a régi vastagfalú váróriásokat, gyönyörű színpompás kastélyokká változtatta.

## A magyarországi várépítés jellemzői
A magyar várépítés követte Európa várépítészetének fejlődését. A legkorábbi várak földhalomvár (motte) típusúak voltak egy-egy kisebb földhalmon emelt toronnyal, a halom tetejét körülvevő palánkkal és sánccal. Ezekben helyezték el a kialakuló királyi birtokok központjait. A sáncon belül fatorony tette lehetővé a szélesen áttekinthető környék megfigyelését és a egyúttal a kapu/bejárat ellenőrzését.
A 11-12. századi várakról nem sokat tudunk. A 11. században épült várak egy része a 13. századra elnéptelenedett, mert gazdasági-társadalmi funkciójuk megszűnt.
A kőből épített várak a tatárjárás előtt alig voltak. Kővár volt az esztergomi, melyet számszeríjjal felszerelt harcosok védtek meg a tatároktól. A várépítés fejlődésének következő fázisában lakótornyokat (Léka, Németújvár, Esztergom, Visegrád) építettek.A lakótornyok után következtek a belső tornyos várak amelyek – a földrajzi adottságok függvényében – épülhettek szabályos alaprajzzal (pl. Várpalota, Diósgyőr, Tata, Gyula, Várgesztes), vagy szabálytalan alaprajzzal (pl. Csesznek, Csobánc, Simontornya, Sümeg). A várépítés következő korszakát a külső tornyos várak jelentik. Ilyenek voltak: Buda, Sopron, Kőszeg, Pécs, Siklós, Nagyvázsony.
A várépítésben a legnagyobb változást a tüzérség megjelenése okozta. Az ágyúk terjedése átalakították a várak védelmi rendszereit, az ostromlók taktikája is megváltozott. Az ágyúk elhelyezésére elkezdődik a bástyaépítés. Kerek, majd ötszög alakú bástyákat építettek a már korábban épült várakhoz (pl. Sümeg, Tapolca, Sirok, Eger). A 16. században épült várak már kifejlett bástyavédelemmel rendelkeztek. Ilyen volt például Győr, Szigetvár, Sárvár. Megjelent a még fejlettebb bástyatípus, a fülesbástya. A fejlődés következő fokozatában az egyre erősebb ostromtüzérség hatására a várak körül elő-védőműveket építettek. Ennek szép példája a földhányásba rejtett erőd (Esztergom).
A magyarországi várépítészet különleges részét képezik a várkutak. Vöröskő várában a kút 150 méter, Fraknó várában 141 méter, Krasznahorka várában 118 méter. Árva és Munkács váraiban 95-85 méter mély kutakat kellett fúrni. Nyitran és Zólyomlipcsén a várkút 80-80, Léka, Borostyánkő váraiban 70-70 méter. 67 méter Gácson, 65 méter Németújváron, 55 méter mély Trencsénben, 37 méteres Bajmócon.